# Brezovica, Ub
Brezovica (izvirno srbsko Брезовица) je naselje v Srbiji, ki upravno spada pod Občino Ub; slednja pa je del Kolubarskega upravnega okraja.

## Demografija
V naselju živi 553 polnoletnih prebivalcev, pri čemer je njihova povprečna starost 42,4 let (41,1 pri moških in 43,8 pri ženskah). Naselje ima 172 gospodinjstev, pri čemer je povprečno število članov na gospodinjstvo 3,88.
To naselje je popolnoma srbsko (glede na rezultate popisa iz leta 2002), a v času zadnjih treh popisov je opazno zmanjšanje števila prebivalcev.
|  |

| Demografija | Demografija     | Demografija     |
| Leto        | Št. prebivalcev | Št. prebivalcev |
| ----------- | --------------- | --------------- |
|             |                 |                 |
|             |                 |                 |
|             |                 |                 |
|             |                 |                 |
| 1948        | 964             |                 |
| 1953        | 1003            |                 |
| 1961        | 911             |                 |
| 1971        | 872             |                 |
| 1981        | 816             |                 |
| 1991        | 726             | 713             |
| 2002        | 669             | 668             |
|             |                 |                 |

| Etnična sestava po popisu iz leta 2002 | Etnična sestava po popisu iz leta 2002 | Etnična sestava po popisu iz leta 2002 | Etnična sestava po popisu iz leta 2002 | Etnična sestava po popisu iz leta 2002 |
| -------------------------------------- | -------------------------------------- | -------------------------------------- | -------------------------------------- | -------------------------------------- |
| Srbi                                   | Srbi                                   |                                        | 668                                    | 100,0%                                 |
| Neznano                                | Neznano                                |                                        | 0                                      | 0,0%                                   |